# Erzbistum Bagdad (Chaldäer)
Das Erzbistum Bagdad der Chaldäer (lateinisch Archidioecesis Bagdadiensis Chaldaeorum) ist ein mit der römisch-katholischen Kirche uniertes chaldäisch-katholisches Erzbistum mit Sitz in Bagdad, Irak. 
Die Diözese wurde am 20. April 1553 gegründet.  

## Ordinarien
- Paul II. Cheikho (1958–1979)
- Raphael I. Bidawid (1989–2003)
- Emmanuel III. Kardinal Delly (2003–2012)
- Louis Raphaël I. Kardinal Sako (seit 2013)